# 呉のメロンパン

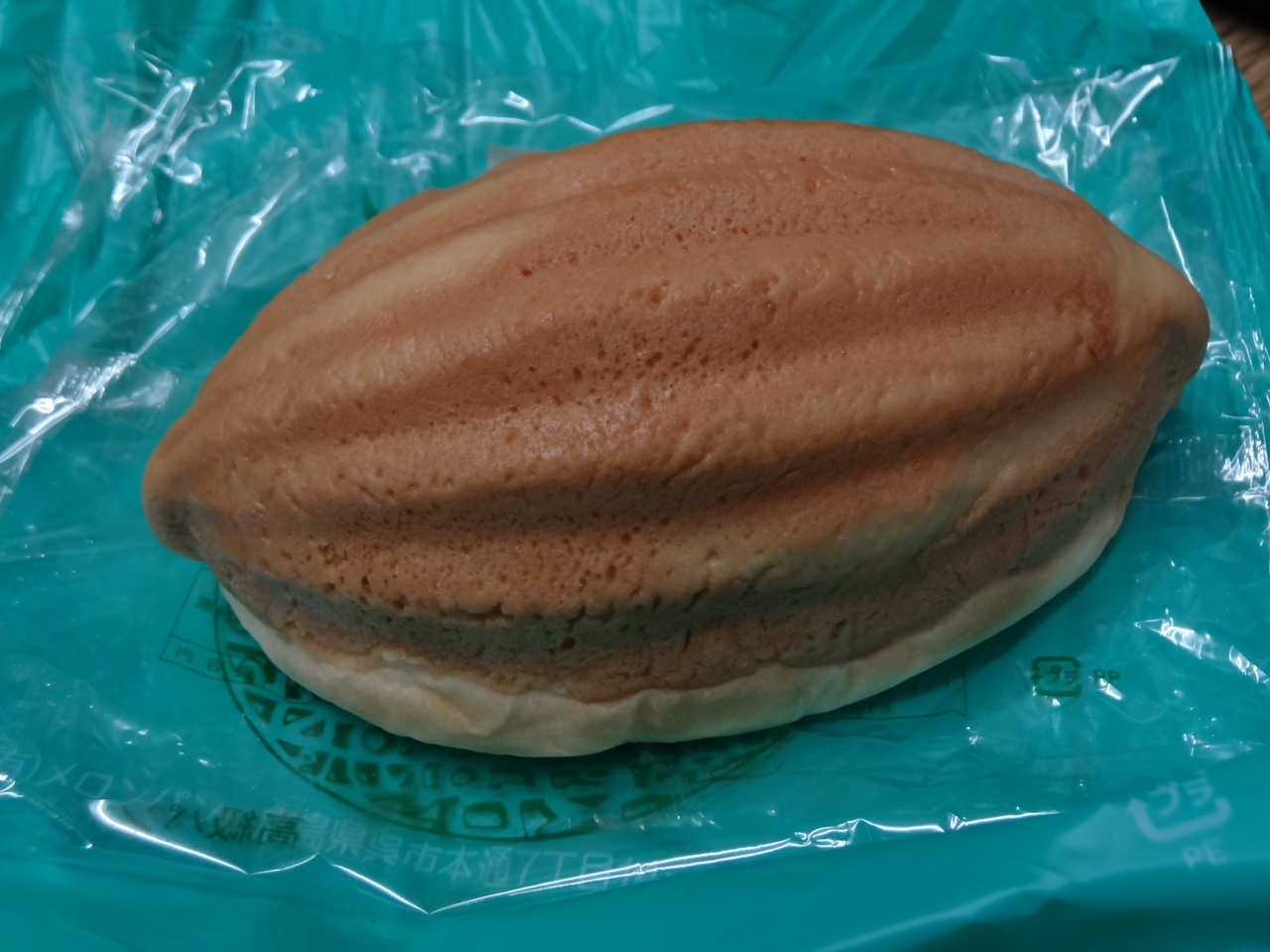
「メロンパン」のメロンパン

呉のメロンパンとは、広島県呉市の有限会社メロンパンによって販売･製造されているメロンパン。
1936年創業のパン屋「メロンパン」が創業時から販売しているパンで、ラグビーボールのような形をしている。中には白餡のような食感のカスタードクリームが入っており、ずっしりと重みがある。

## 知名度
呉市民の中では高い知名度を有するほか、広島市内の駅や広島県内のショッピングモール等でも販売されている。また、2000年代初頭には雑誌記事での紹介等の影響で、日持ちがしないにもかかわらず全国からの注文があったとの取材記事があり、2021年にはオンラインショップを開設している。

## 名前の由来
創業者の中塩春馬による命名の由来として、洋食店などで使われる「メロン型」と呼ばれるライスを成型する型を用いてパン生地を成型していたためとする話や、戦前のメロンの高級なイメージを付けようとしたという話が語られている。
メロンパンの他にも「ナナパン」や「平和パン」、「瑳珴の小倉庵」などのパンを製造・販売しており、いずれも発案と命名は創業者による。